# Jack Sears
Jack Sears, conhecido como Gentleman Jack (Northampton, 16 de fevereiro de 1930   7 de agosto de 2016), foi um piloto de automóvel e rally britânico, e um dos principais organizadores da Maratona Londres-Sydney de 1968. Seu filho é David Sears.
Venceu o primeiro Campeonato Britânico de Carros de Turismo em 1958, dirigindo um Austin Westminster. Depois de terminar no máximo de pontos comuns com Tommy Sopwith, foi inicialmente sugerido o campeão será decidido pelo lançamento de uma moeda. A ideia era muito impopular entre os dois pilotos e na reunião final em Brands Hatch, com um empate sendo uma possibilidade provável, dois idênticos procurando o proprietário Marcus Chambers das fábrica de carros de rali Riley One-Point-Five foram trazidos ao longo de uma disputa de cinco voltas. Para tornar a feira raça, eles correram cinco voltas, ligado carros, em seguida, correu cinco voltas novamente com o motorista que teve o menor tempo combinado de ser campeão coroado. Na chuva torrencial, Sears tornou-se o primeiro campeão de sempre de 1,6 segundos.[carece de fontes?]
Ele recuperou o título em 1963, dirigindo uma variedade de carros, incluindo um Ford Cortina GT, um Ford Galaxie de sete litros e um Lotus Cortina, que foi usado para as duas últimas corridas. Sears também co-dirigiu um Ferrari 330 LMB com Mike Salmon com um quinto lugar nas 24 Horas de Le Mans de 1963, o melhor resultado na história da corrida abreviada do LMB.
Morreu em 7 de agosto de 2016, aos 86 anos.